# Prónaygarten
Der Prónaygarten war ein botanischer Garten der Biedermeierzeit in der seinerzeitigen Wiener Vorortgemeinde Hetzendorf (im heutigen 12. Bezirk Meidling).

## Geschichte
Der Garten, der sich an der Hetzendorfer Straße 75a (früher Nummer 32) befand, bestand bereits im 18. Jahrhundert. Der erste Besitzer war ein Baron Reischach. Ihm folgte ab 1796 Gräfin Zichy, 1804 Freiherr von Montval und 1813 Franz I. Im Jahre 1817 erwarb dann Sigismund Freiherr von Prónay (1780–1848) das Anwesen, das aus einem Landhaus und einem Garten bestand, um 35000 Gulden.
Prónay, der sich intensiv mit Botanik befasste, ließ einen Biedermeiergarten anlegen, der sehr bekannt wurde. Prónay spezialisierte sich auf die Züchtung seltener Pelargonien und war später Vizepräsident der neugegründeten k.k. Gartenbau-Gesellschaft. Sein Garten zählte zu den bestgepflegten und prachtvollsten Gärten seiner Zeit in der Umgebung Wiens. Für Studierende der Wiener Universität stellte Prónay seinen Garten zur Verfügung. 
Im Hause wohnte auch Ludwig van Beethoven vom 17. Mai bis 13. August 1823 in vier Zimmern, die er für 100 Gulden gemietet hatte. Er wurde hier von Franz Grillparzer besucht, da die Künstler gemeinsam eine Oper planten, die allerdings nicht zustande kam. Dieses Ereignis wurde von Grillparzer in seinen Erinnerungen an Beethoven geschildert. Beethoven schrieb hier an seiner 9. Symphonie. Er wurde vom Hausherrn sehr verehrt, dennoch hielt es Beethoven in dessen Haus nicht sehr lange.
1839 verkaufte Prónay seinen Besitz an Dominicus Graf Bethlen von der Iktar. Für den Bau der Südbahn musste dieser einen Teil des Gartens abtreten. Der endgültige Niedergang der Anlage erfolgte unter der Familie Sochor, die seit 1879 Besitzer wurden. Sie parzellierten 1885 den Garten, und es entstanden durch die Valerie-Cottage-Gesellschaft Villenbauten entlang der heutigen Kaulbachstraße. 1915 wurde auch das historische Gebäude abgerissen und durch ein neoklassizistisches Haus des Architekten Milos Kovar ersetzt. Die bestehende Gedenktafel für Beethoven wurde auf den Neubau übertragen.
Vom Künstler Christian Kosmas Mayer wurde 2024 das Projekt Der verlorene Garten ins Leben gerufen. Die Passage des Bahnhofs Meidling wurde mit großflächigen Gemälden gestaltet, die mithilfe künstlicher Intelligenz erstellte spekulative Darstellungen des Prónaygartens zeigen. Der Garten ist auch insofern „verloren“, als von ihm keine authentische Darstellung erhalten ist.

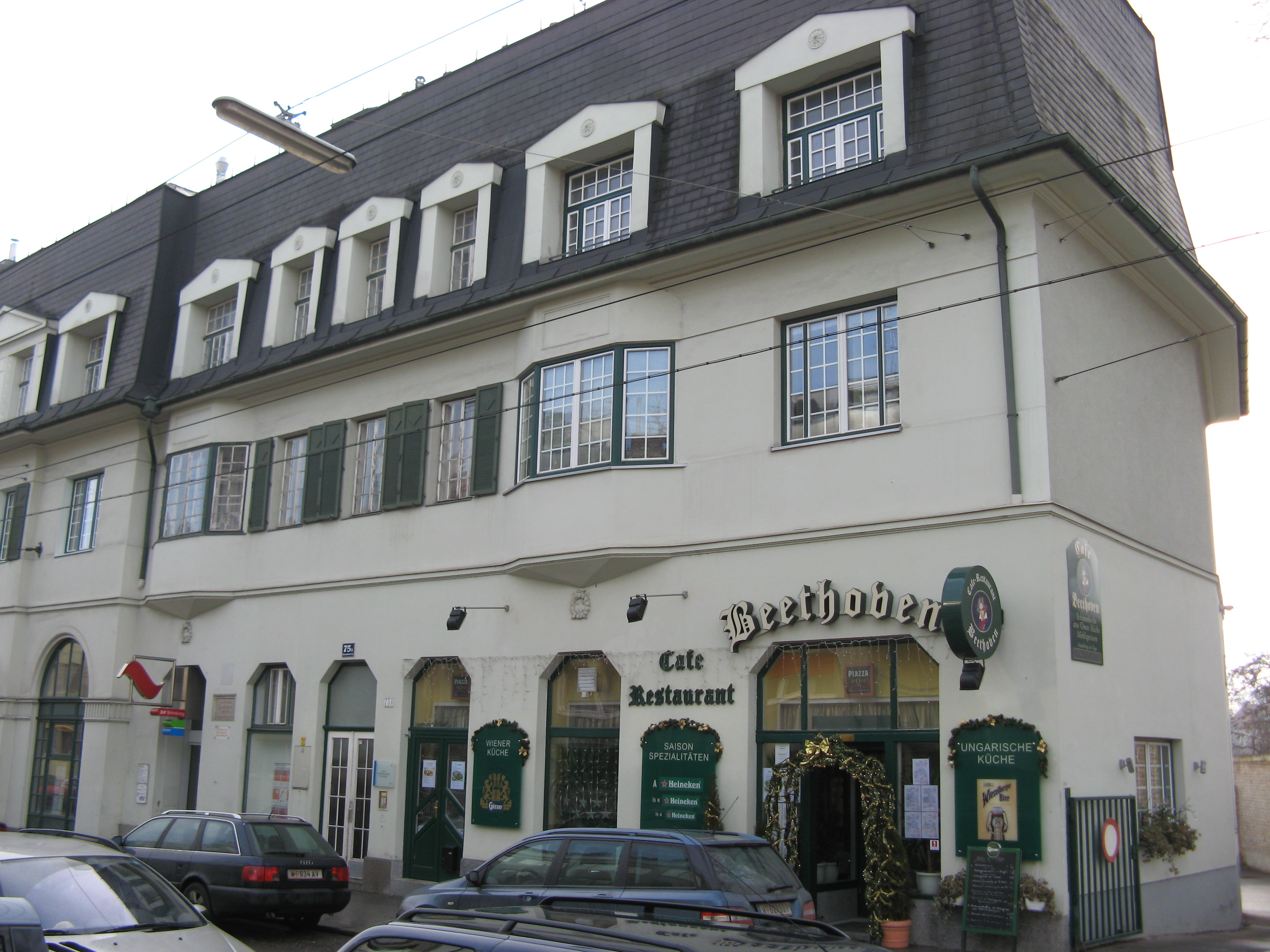
Neubau des Hauses Hetzendorfer Straße 75a von 1915
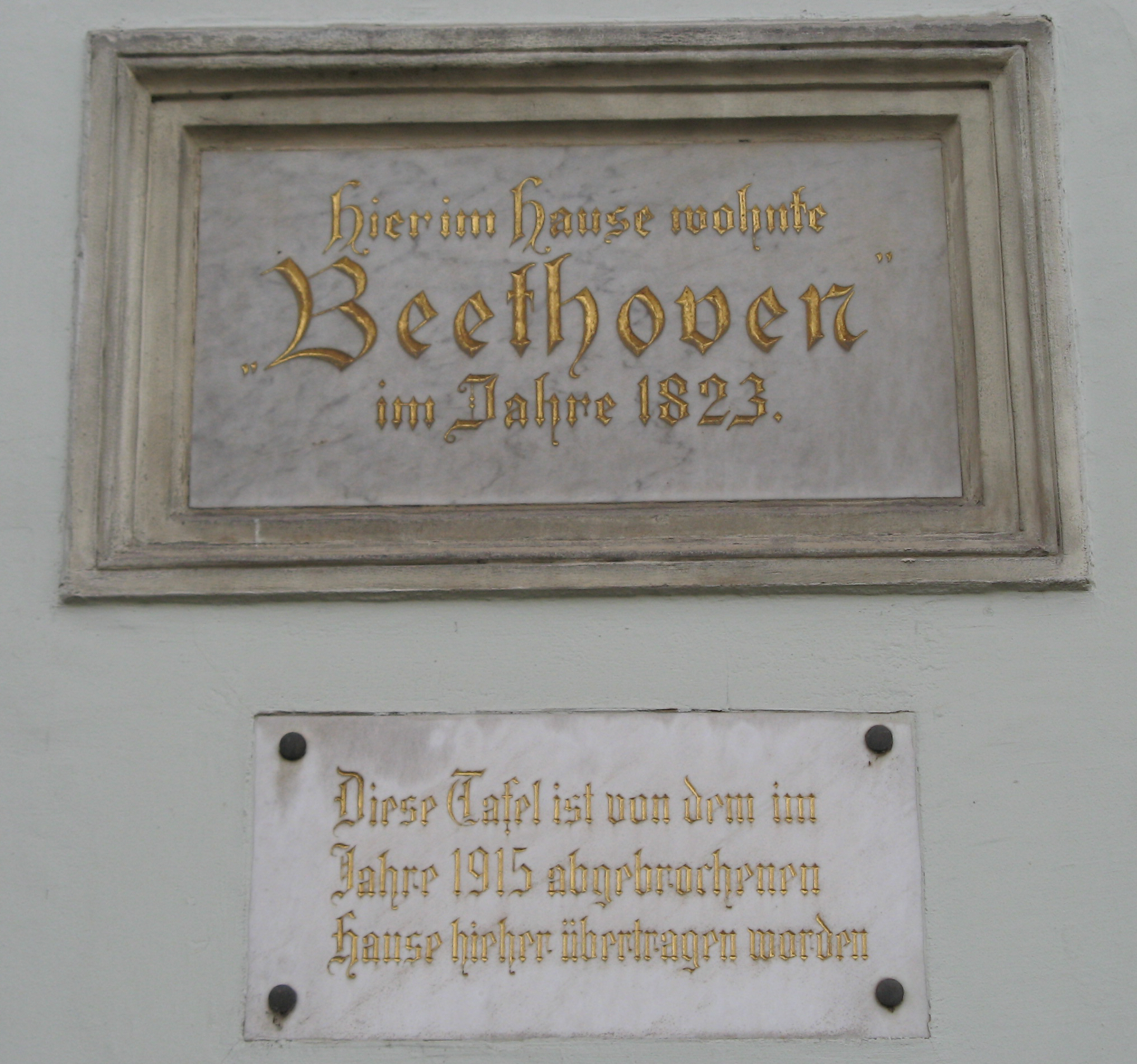
Gedenktafel für Ludwig van Beethoven
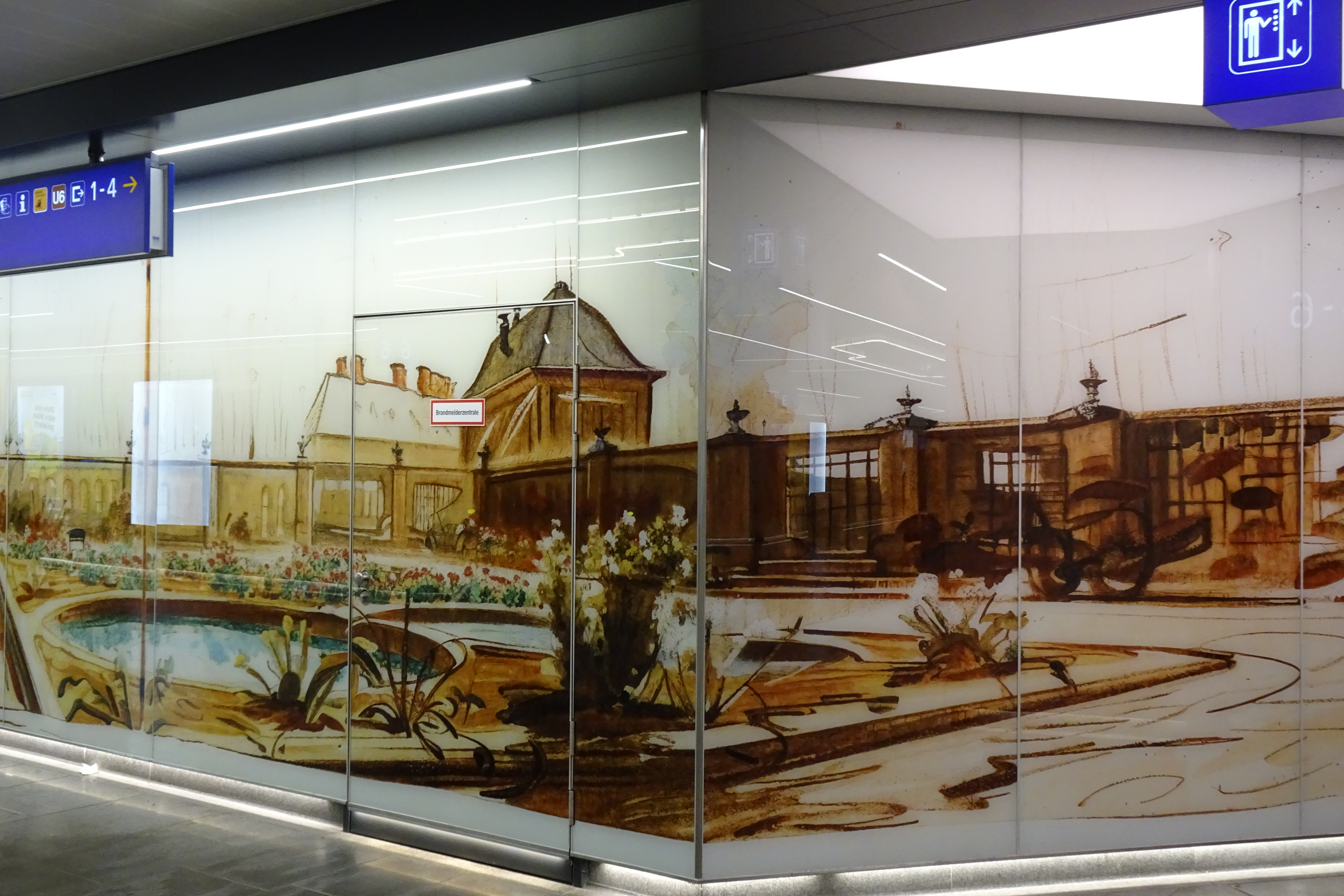
„Der verlorene Garten“
Auf Bestellung von Dominik Sochor 1885: Plan der Bebauung als Valerie-Cottage